# Gediminas Vasiliauskas
Gediminas Vasiliauskas (ur. 2 czerwca 1963 w rejonie kowieńskim) – litewski agronom i polityk, poseł na Sejm Republiki Litewskiej.

## Życiorys
W 1982 zdobył dyplom inżyniera budowlanego na Wyższej Szkole Technicznej w Kownie (obecnie Katedralny Uniwersytet Inżynierii Stosowanej w Kownie), a następnie w 1990 roku otrzymał dyplom ekonomiczny na Uniwersytecie Wileńskim.
Od 1998 r. pracował w spółce publicznej AB Kauno energija. W latach 2007–2009 był dyrektorem Regionu Kowna w prywatnej firmie UAB Water Ser. W 2009 został inżynierem w serwisie sieci ciepłowniczych w spółce publicznej AB Kauno energija.
W 2016 przyjął propozycję kandydowania do Sejmu z ramienia Litewskiego Związku Rolników i Zielonych. W wyborach w 2016 uzyskał mandat posła na Sejm Republiki Litewskiej.